# Runenstein von Sædinge

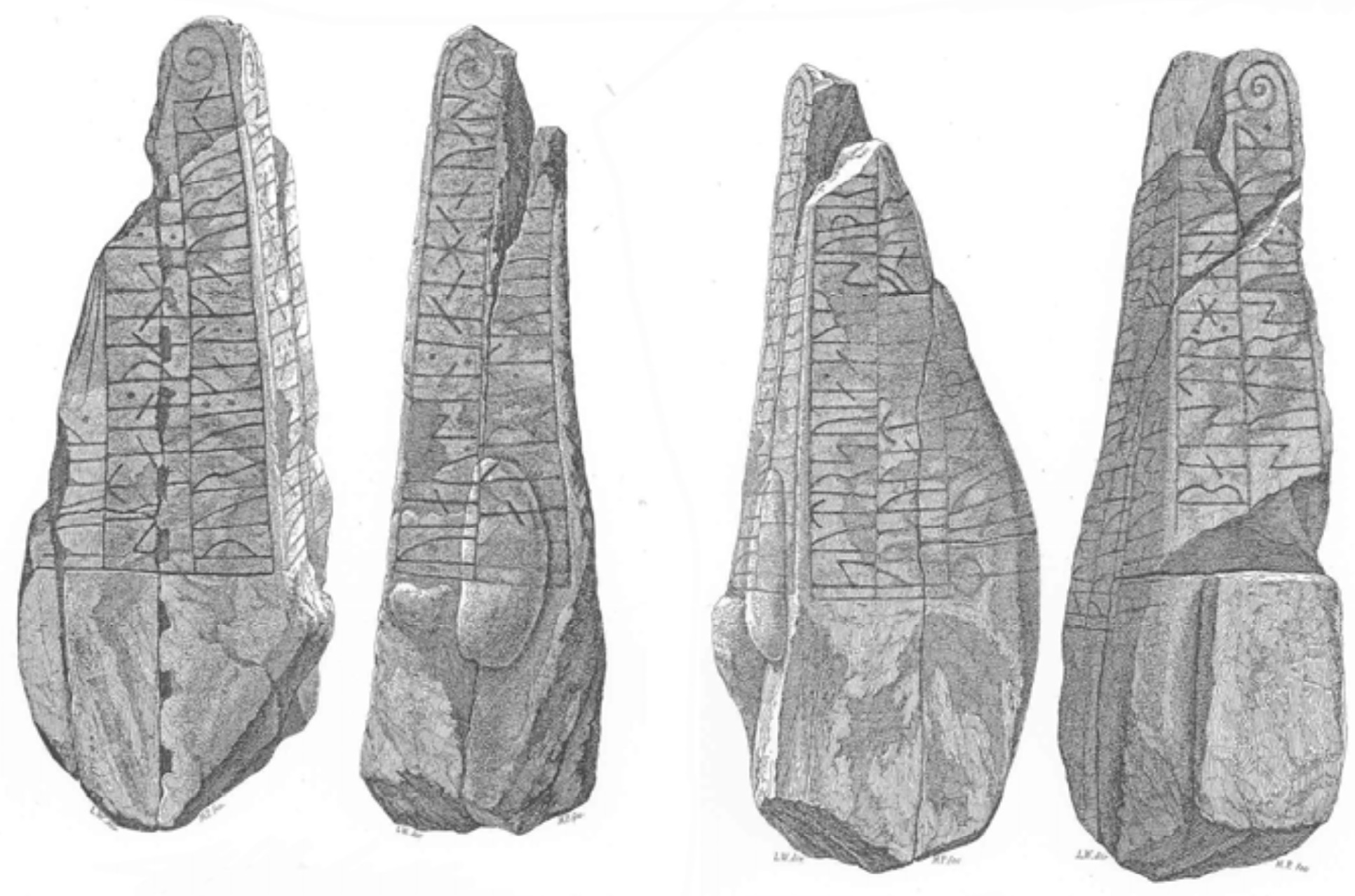
DR 217

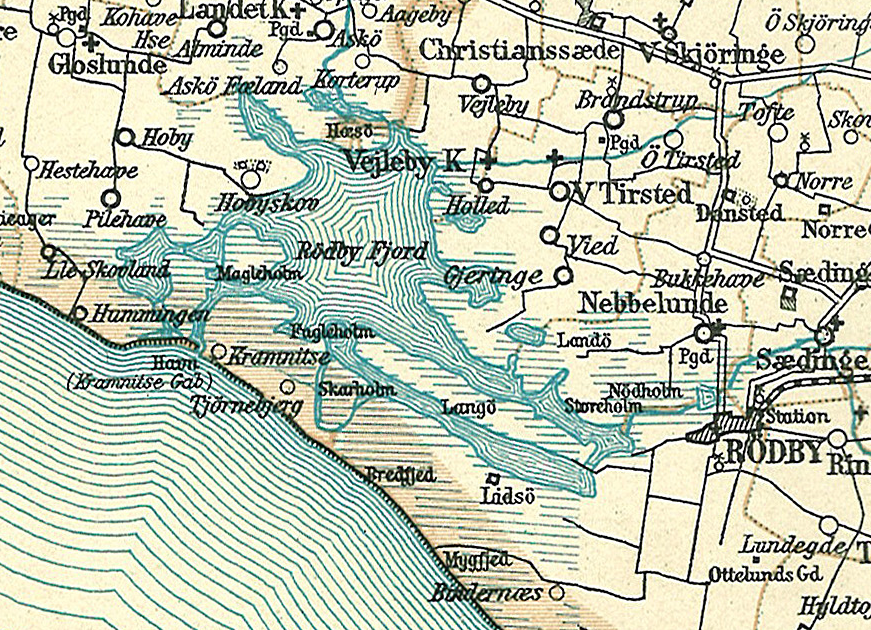
Lage von Nebbelunde rechts/mittig

Der Runenstein von Sædinge (dänisch Sædingesten, DR 217) ist ein Runenstein aus Granit aus dem 10. Jahrhundert, der 1859 neben dem Pfarrhaus von Nebbelunde auf Lolland in Dänemark in einem Abfallhaufen entdeckt wurde. Er steht heute mit dem zwischen Skovlænge Præstegård und Gurreby entdeckten Skovlængesten im Lolland-Falster Stiftsmuseum in Maribo.
Nachforschungen ergaben, dass der Stein um 1830 auf einem Feld nahe der Grenze der Pfarreien von Holeby und Sædinge stand, wo er durch landwirtschaftliche Tätigkeiten gefährdet war. Es wurde ein Loch gegraben, in das der Stein versenkt wurde. Es war aber nicht tief genug, denn im Jahre 1854 lag der Stein wieder an der Oberfläche. Er war zu schwer um ihn zu bewegen, darum wurde er, um ihn nach Nebbelunde zu transportieren, in Stücke gespalten.
Die Steintrümmer wurden später in das Diözesanmuseum von Maribo gebracht und mit Zement verbunden. Jedoch sind zwei kleinere Stücke verloren gegangen. Der Stein ist aus grobkörnigem rot-grauem Granit, der 1,75 m hohe Stein hat einen Querschnitt von 0,80 × 0,68 m. Die Runen sind in alle vier Seiten gehauen worden. Der Text beginnt mit:
„Thyre setzte diesen Stein nach Krog, ihrem Mann und er war der Stärkste von allen“. Aus dem weiteren Text geht hervor, dass Krog von „schwedischen Nordmännern“ getötet wurde.

## Geschichtlicher Kontext
Adam von Bremen berichtet, dass ein schwedischer Wikinger namens Olaf zu Beginn des 10. Jahrhunderts Teile Dänemarks eroberte. Die Existenz einer schwedischen Kolonie auf Lolland wird auch durch die Inschrift auf dem Runenstein von Tirsted (DR 216) bezeugt. Für das Vorhandensein schwedischer Wikinger auf der Kimbrischen Halbinsel gibt es ein Zeugnis, auf dem kleinen Sigtryggstein in Haithabu.